# Mariana Seoane
Mariana Seoane (Parácuaro, Michoacán, 10 juin 1976) est une actrice et chanteuse mexicaine.

## Carrière
Mariana Seoane est née le 10 juin 1976, d'une mère argentine et d'un père cubano-mexicain. Elle montre un intérêt artistique dès le plus jeune âge. À l'adolescence, elle commence à chanter et à jouer la comédie professionnellement, ce qui la fait connaître au Mexique et en Amérique latine.
En 1995, elle débute comme actrice dans la telenovela de Televisa, Retrato de familia avec Alfredo Adame, Helena Rojo et Julio Bracho. Elle y joue le rôle d'Aracely.
Au cours de 1996, elle interprète Sandra dans Los Hijos de nadie où elle joue avec le Puerto-Ricain, Osvaldo Ríos. Ensuite elle joue Roxana dans Canción de amor, une série destinée aux adolescents et jeunes adultes. Elle y partage la vedette avec de jeunes acteurs comme Eduardo Capetillo, Jorge Salinas et Mauricio Islas, ainsi qu'avec des acteurs expérimentés comme Joaquín Cordero, Guillermo García Cantú, Lorena Rojas et Jaime Garza.
En 1997, elle incarne le personnage de Bárbara dans la telenovela Mi pequeña traviesa avec Michelle Vieth, Anahí, Enrique Rocha et son futur époux Héctor Soberón.
Après une pause de deux ans, en 1999, elle a l'occasion de jouer Adriana dans Amor Gitano.
Cette année-là, elle joue aussi Marcela Duran dans Tres Mujeres, en partageant la scène avec Laura Flores ainsi qu'avec des acteurs montants comme Dominika Paleta, Eduardo Verastegui et le futur couple Bobby Larios et Niurka Marcos, entre autres.
En 2001, elle fait ses débuts dans la comédie via Diseñador, Ambos Sexos. C'est une comédie sur un styliste qui prétend être homosexuel afin d'être plus proche des femmes. Mariana Seoane joue Ernestina Soto dans Atrévete a Olvidarme, une telenovela avec Jorge Salinas et Adriana Fonseca comme vedettes. Elle a joué avec Jorge Salinas dans quatre telenovelas.
En 2003, Mariana Seoane tient un rôle principal dans une telenovela pour la deuxième fois, quand elle joue le personnage de Rebeca Linares dans Rebeca, la production de Venevision.
Elle enregistre ensuite son premier CD qui sort en 2004. Sere Una Niña Buena, son premier album, est tièdement accueilli. Que no me faltes tu, son second single, est couronné de succès et atteint la 6e place au hit-parade.
Son second album, La nina buena, paraît en 2005. Il atteint la 38e place au hit-parade de Billboard et le premier single, Una de dos, atteint la 22e place au hit-parade. Son second single, No vuelvo mas, atteint la 42e place au hit-parade. En 2006, elle sort Con Sabor a... Mariana. Le premier single de cet album s'appelle Mermelada. Cet album a moins de succès que les deux précédents albums. En 2007, elle enregistre un album intitulé Mariana esta de fiesta... atrevete et le titre du single est Atrevete.
En 2010, elle sort une nouvelle chanson, "Loca", pour la telenovela Amour Océan. En 2012, Mariana sort son cinquième album La Malquerida avec comme singles "La Malquerida" et "Nadie me lo conto".
En 2005, elle participe comme présentatrice au concert donné en hommage à Selena ¡vive!, et elle chante aussi en duo avec Pablo Montero la chanson "Buenos amigos".
À partir de 2006, Mariana Seoane est invitée à jouer dans la célèbre telenovela, La fea más bella. Elle incarne Karla qui tombe rapidement amoureuse de Fernando Mendiola joué par Jaime Camil.
En 2007, le producteur Juan Osorio la choisit pour jouer le rôle d'antagoniste dans la telenovela Tormenta en el paraíso.
En octobre 2007, elle pose nue pour la revue H Extremo, la version sans censure de RevistaH.
En novembre 2009, elle retourne aux telenovelas comme co-protagoniste de Amour océan aux côtés de Zuria Vega et de Mario Cimarro. La même année, elle a une participation spéciale dans la telenovela Mañana es para siempre.
En 2011, elle tient le rôle de protagoniste dans Divorciémonos mi amor au côté de Sebastián Rulli.
En 2012, elle joue comme principale antagoniste dans la telenovela Por ella soy Eva où elle partage la vedette avec Jaime Camil et Lucero. Pour cette telenovela elle reçoit la nomination de meilleure actrice antagoniste aux Premios Tv & Novelas 2013.
En 2013, elle a une participation en tant qu'une des principales antagonistes dans la telenovela la tempestad, et les protagonistes sont joués par William Levy et Ximena Navarrete.
En 2014, elle tourne comme antagoniste dans la telenovela Hasta el fin del mundo avec David Zepeda, Julián Gil et Marjorie de Sousa.
En 2016, elle a interprété le rôle de Mabel Castaño dans la telenovela ‘’El Chema’’ puis en 2017 dans la telenovela El Señor de los Cielos saison 5 dans le même rôle.
En 2018, elle tient le rôle de Roxana dans la série télévisée américaine ‘’Le Détenu’’ (El Recluso) produite par Telemundo International Studios et pour l'entreprise Netflix.

## Discographie
- 2004 : Seré una niña buena
- 2005 : La niña buena
- 2006 : Con sabor a... Mariana
- 2007 : Mariana esta de fiesta... Atrevete!!!
- 2007 : Que No Me Faltes Tú y Muchos Éxitos Más (Linea De Oro)
- 2012 : La Malquerida

## Filmographie

### Film
- 2014 : Canon Fidelidad al Límite : Mariana

### Telenovelas
- 1995-1996 : Retrato de familia : Aracely
- 1996 : Canción de amor : Roxanna
- 1996-1997 : Los hijos de nadie : Sandra
- 1997-1998 : Mi pequeña traviesa : Bárbara
- 1999 : Amor gitano : Marquesa Adriana de Astolfi, Condesa de Farnesio
- 1999 : Cuento de Navidad : invitée à la fête de Jaime
- 1999-2000 : Tres mujeres : Marcela Durán
- 2001 : Atrévete a olvidarme : Ernestina Soto
- 2003 : Rebeca : Rebeca Linares
- 2006-2007 : La plus belle des laides (La fea más bella) : Carla Santibañez
- 2007-2008 : Tormenta en el paraíso : Maura Durán - Karina Rosemberg
- 2009 : Mañana es para siempre : Chelsy
- 2009-2010 : Amour océan (Mar de amor) : Oriana Parra-Ibáñez Briceño
- 2012 : Por ella soy Eva : Rebeca Oropeza
- 2013 : La tempestad[5] : Úrsula Mata
- 2014 : Hasta el fin del mundo : Silvana Blanco
- 2016-2017 : El Chema : Mabel Castaño
- 2017 : El Señor de los Cielos : Mabel Castaño/Ninón del Villar
- 2018 : Le Détenu : Roxana

## Théâtre
- 2015 : Divorciémonos mi amor : Daniela